# Chlorobistus eryx
Chlorobistus eryx är en insektsart som först beskrevs av John Obadiah Westwood 1859.  Chlorobistus eryx ingår i släktet Chlorobistus och familjen Aschiphasmatidae. Inga underarter finns listade i Catalogue of Life.